# Antoon I van Lalaing

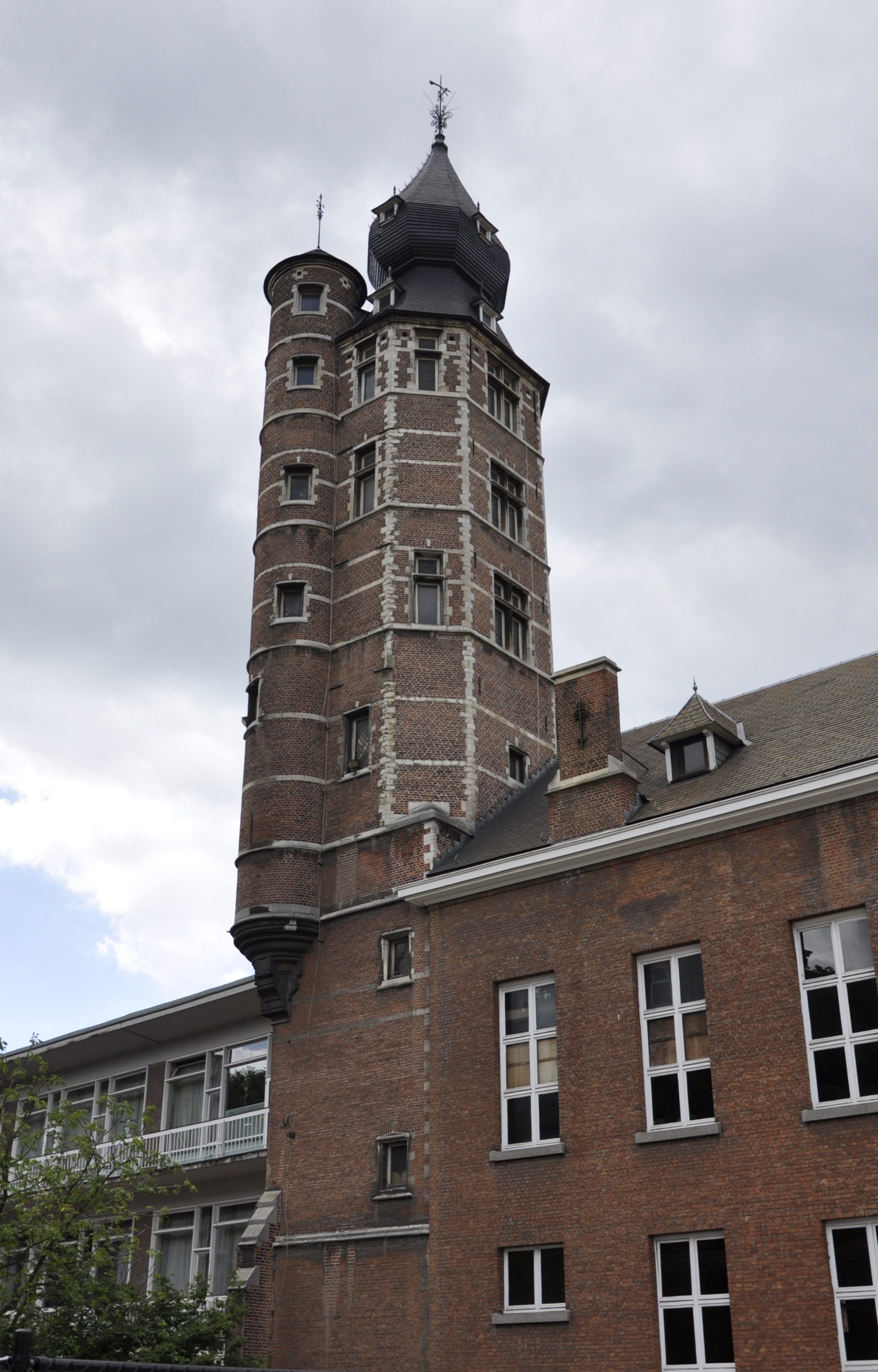
De toren van het hof van Hoogstraten, 16e-eeuwse residentie van Antoon I in Mechelen

Antoon I van Lalaing (1480-1540), 1e graaf van Hoogstraten en heer van Culemborg was een Henegouwse edelman die verschillende functies vervulde in dienst van Filips de Schone en Karel V.
Antoon was een zoon van Joost van Lalaing en Bonne van Viefville en de jongere broer van Karel I van Lalaing. Antoon had vóór zijn huwelijk met Elisabeth van Culemborg drie natuurlijke kinderen: Anton, Filips en Helena. In 1509 trad hij in het huwelijk met Elisabeth van Culemborg, eerste hofdame bij Margaretha van Oostenrijk, waardoor hij in het bezit kwam van de heerlijkheden Hoogstraten en Culemborg. In 1518 werd Hoogstraten door keizer Karel V verheven tot graafschap, en kort voor Elisabeths overlijden in 1555 werd ook Culemborg tot graafschap verheven. Het huwelijk tussen Antoon en Elisabeth bleef echter kinderloos. Ze ontfermden zich een tijdlang over de onechte dochter van Karel V en van Johanna van der Gheynst, later bekend als Margaretha van Parma.
In 1501 was hij kamerheer aan het hof van Filips de Schone. Later, in 1510, was hij kamerheer van de jonge Karel van Luxemburg, de latere keizer Karel V. In datzelfde jaar werd hij ook lid van de Grote Raad der Nederlanden, die zetelde in Mechelen. In 1516 werd hij verkozen tot ridder in de Orde van het Gulden Vlies. Vervolgens werd hij in 1522 aangesteld als stadhouder van Holland, Zeeland en West-Friesland.
Antoon was naast bestuurder ook legeraanvoerder, hij speelde een belangrijke rol in de strijd van de Habsburgers tegen Karel van Gelre. Na de plundering door Maarten van Rossum van Den Haag in 1528 kreeg hij van de Staten van Holland een leger van 3000 man mee om in het Sticht Utrecht orde op zaken te stellen. Hij liet de Staten van Utrecht naar Dordrecht komen om trouw te zweren aan Karel V, waarmee aan de wereldlijke macht van de bisschop een einde kwam. De Staten van Holland wilden Het Sticht aan hun gewest toevoegen, maar Karel V volstond ermee om Antoine van Lalaing tevens stadhouder van Utrecht te maken. Ook zijn opvolgers zouden Holland en Utrecht besturen.
Als bestuurder trad Antoon I van Lalaing krachtig op tegen het opkomende protestantisme. Daarnaast gaf hij, samen met zijn echtgenote Elisabeth van Culemborg, opdracht tot de bouw van de imposante Sint-Katharinakerk in Hoogstraten. Deze kerk, ontworpen door architect Rombout II Keldermans, werd gebouwd tussen 1525 en 1550 en wordt vanwege haar grandeur ook wel de "kathedraal van de Kempen" genoemd.
De gezondheidsproblemen van Margaretha van Oostenrijk zorgden ervoor dat Antoon in 1530 waarnemend landvoogd van de Nederlanden werd tot keizer Karel Maria van Hongarije in hetzelfde jaar tot definitieve opvolgster benoemde.

## Voorouders
| Voorouders van Antoon I van Lalaing | Voorouders van Antoon I van Lalaing                                 | Voorouders van Antoon I van Lalaing                                 | Voorouders van Antoon I van Lalaing                            | Voorouders van Antoon I van Lalaing                            | Voorouders van Antoon I van Lalaing                                     | Voorouders van Antoon I van Lalaing                                     | Voorouders van Antoon I van Lalaing                                      | Voorouders van Antoon I van Lalaing                                      |
| ----------------------------------- | ------------------------------------------------------------------- | ------------------------------------------------------------------- | -------------------------------------------------------------- | -------------------------------------------------------------- | ----------------------------------------------------------------------- | ----------------------------------------------------------------------- | ------------------------------------------------------------------------ | ------------------------------------------------------------------------ |
| Overgrootouders                     | Otto II van Lalaing (1365-1441) ∞ Jollanda van Barbaçon (1370-1434) | Otto II van Lalaing (1365-1441) ∞ Jollanda van Barbaçon (1370-1434) | Arnold VIII van Gavere (1400-) ∞ ? (-)                         | Arnold VIII van Gavere (1400-) ∞ ? (-)                         | Mallet van la Viefville (1390-1425) ∞ Johanna de Beaufort (c. 1370-)    | Mallet van la Viefville (1390-1425) ∞ Johanna de Beaufort (c. 1370-)    | Peter van Bois de Fiennes (1410-1473) ∞ Maria van la Hamaide (1420–1463) | Peter van Bois de Fiennes (1410-1473) ∞ Maria van la Hamaide (1420–1463) |
| Grootouders                         | Simon van Lalaing (1400-1476) ∞ Johanna van Gavere (1420-1505)      | Simon van Lalaing (1400-1476) ∞ Johanna van Gavere (1420-1505)      | Simon van Lalaing (1400-1476) ∞ Johanna van Gavere (1420-1505) | Simon van Lalaing (1400-1476) ∞ Johanna van Gavere (1420-1505) | Lodewijk van la Viefville (1395-) ∞ Isabeau van Chateau-Villain (1405-) | Lodewijk van la Viefville (1395-) ∞ Isabeau van Chateau-Villain (1405-) | Lodewijk van la Viefville (1395-) ∞ Isabeau van Chateau-Villain (1405-)  | Lodewijk van la Viefville (1395-) ∞ Isabeau van Chateau-Villain (1405-)  |
| Ouders                              | Joost van Lalaing (1437-1483) ∞ 1462 Bonne van Viefville (-)        | Joost van Lalaing (1437-1483) ∞ 1462 Bonne van Viefville (-)        | Joost van Lalaing (1437-1483) ∞ 1462 Bonne van Viefville (-)   | Joost van Lalaing (1437-1483) ∞ 1462 Bonne van Viefville (-)   | Joost van Lalaing (1437-1483) ∞ 1462 Bonne van Viefville (-)            | Joost van Lalaing (1437-1483) ∞ 1462 Bonne van Viefville (-)            | Joost van Lalaing (1437-1483) ∞ 1462 Bonne van Viefville (-)             | Joost van Lalaing (1437-1483) ∞ 1462 Bonne van Viefville (-)             |
| Antoon I van Lalaing (1480-1540)    |                                                                     |                                                                     |                                                                |                                                                |                                                                         |                                                                         |                                                                          |                                                                          |

## Publicaties
Antoon van Lalaing liet twee kronieken na over de Spaanse reizen van Filips de Schone (de toeschrijving van de tweede geldt als minder zeker). Ze zijn gepubliceerd in:
- Collection des voyages des souverains des Pays-Bas, ed. Louis-Prosper Gachard, vol. 1, 1876, p. 121-559